# Scarlet Gruber
Scarlet Gruber (née Scarlet Alexandra Fernandéz Gruber le 10 février 1989 à Caracas au Venezuela) est une actrice, danseuse et mannequin vénézuélienne. Elle est la fille de l'actrice Astrid Gruber et du musicien Gabriel Fernández, dit El Chamo. Son père a été membre du groupe des années 1980, Los Chamos. Elle est la nièce de l'actrice et mannequin vénézuélienne Carolina Cristancho. Elle est surtout connue pour son rôle d'Andrea del Junco dans la série Tierra de reyes.

## Carrière
Scarlet Gruber a commencé sa carrière artistique en tant que danseuse de ballet classique très jeune jusqu'à ce qu'elle souffre d'une blessure à la cheville qui l'oblige à arrêter. À l'âge de dix-huit ans, elle commence une carrière d'actrice. Elle fréquente l'école Luz Columba (au Venezuela) avec le professeur Nelson Ortega et le Centre international de Formation d'acteur Luz Columba (à Miami) avec le professeur Aquiles Ortega. Elle a commencé à étudier aussi la psychologie pendant deux ans mais a abandonné ensuite ses études.
En 2010, elle commence comme actrice en jouant un second rôle dans la télénovela de Telemundo, Aurora.
En tant que mannequin, elle participe à diverses publicités et vidéoclips d'Elvis Crespo, El Cata, Cris Cab et Issa Galada.
En 2011, elle joue dans la telenovela Corazón apasionado, en incarnant Rebeca aux côtés de Marlene Favela, de Guy Ecker et de Susana Dosamantes.
Elle joue aussi au théâtre, dans des pièces telles que Exploradores, Solo, Tributo a Mecano et Los dictados del fuego.
En 2013, elle rejoint l'équipe artistique de la telenovela Rosario dans le rôle de Cecilia, aux côtés de Guy Ecker et pour la première fois avec Itahisa Machado, Aarón Díaz, Lorena Rojas et Zuleyka Rivera.
En 2014, elle joue dans la telenovela Cosita linda (l'adaptation de Cosita rica), où elle fait preuve d'une grande capacité à personnifier des personnages totalement opposés. Elle partage l'affiche avec Christian Meier, Pedro Moreno, Ana Lorena Sánchez, Carolina Tejera et à nouveau Zuleyka Rivera.
Entre 2014 et 2015 elle obtient son premier rôle important dans Tierra de reyes, la nouvelle adaptation de la telenovela colombienne Las aguas mansas, en interprétant le rôle d'Andrea del Junco aux côtés de Gonzalo García Vivanco, Kimberly Dos Ramos, Christian de la Campa, Sonya Smith, Aarón Díaz et Ana Lorena Sánchez.
Du 18 mai à fin juin 2015, elle participe au tournage du film Santiago Apostol, une production de José Manuel Brandariz où Julián Gil tient la vedette en jouant Santiago.

## Filmographie

### Films
- 2011 : Con Elizabeth en Mount Dora : Elizabeth
- 2012 : Miami Life Awards Announcement : Elle-même
- 2012 : Con Elizabeth en Mount Dora : Elizabeth
- 2012 : World campaign in Support of Ibero-American Cinema : Elle-même
- 2015 : Los Ocho : Tina
- 2015 : Santiago Apóstol : Princesa Viria

### Télénovelas
- 2010 : Aurora : Jenny
- 2011 : Corazón apasionado : Rebeca Marcano de Montesinos
- 2013 : Rosario : Cecilia Garza
- 2014 : Costa linda : María José Luján / Mariana Luján [2],[3]
- 2014-2015 : Tierra de reyes : Andrea del Junco Belmonte de Gallardo [4].
- 2016 : El Chema : Blanca (jeune)
- 2017 : Vikki RPM : Kira Rivera
- 2017-2018 : Sin tu mirada : Vanessa Villoslada Balmaceda

### Vidéoclips
- 2010 : Yo me enamoro (chanson de Issa Gadala ft El Cata)
- 2010 : Yo no soy un monstruo (chanson de Elvis Crespo)
- 2011 : Take You Away (chanson de Cris Cab)